# Prelc
Prelc je priimek več znanih Slovencev:
- Franc Prelc (1937—2022), duhovnik, humanitarni delavec
- Gašper Prelc (1927—1985), duhovnik
- Marjan Prelc, športni delavec (1952 soust. Gimnastičnega društva Zelena jama; ust. kot Partizan Lj-Moste)
- Milan Prelc (1930—2006), duhovnik
- Vinko Prelc, španski borec
- Vladimir Prelc, primorski slikar